# Nils Politt
Nils Politt (Colònia, 6 de març de 1994) és un ciclista alemany. Professional des del 2016, actualment corre a l'equip UAE Team Emirates. Competeix tant en la carretera com en la pista. En el seu palmarès destaca una etapa al Tour de França de 2021.

## Palmarès en carretera
- 2014
  -  Campió d'Alemanya en contrarellotge sub-23
- 2015
  -  Campió d'Alemanya en ruta sub-23
- 2018
  - Vencedor d'una etapa a la Volta a Alemanya
- 2021
  - 1r a la Volta a Alemanya i vencedor d'una etapa
  - Vencedor d'una etapa al Tour de França
- 2022
  -  Campió d'Alemanya en ruta
  - 1r a la Volta a Colònia
- 2023
  -  Campió d'Alemanya en contrarellotge
- 2024
  -  Campió d'Alemanya en contrarellotge

### Resultats al Tour de França
- 2017. 95è de la classificació general
- 2018. 87è de la classificació general
- 2019. 64è de la classificació general
- 2020. 120è de la classificació general
- 2021. 50è de la classificació general. Vencedor d'una etapa
- 2022. 56è de la classificació general
- 2023. 62è de la classificació general
- 2024. 75è de la classificació general